# Gianni Bonagura
Gianni Bonagura, all'anagrafe Gianfelice Bonagura (Milano, 27 ottobre 1925 – Milano, 8 ottobre 2017), è stato un attore e doppiatore italiano.

## Biografia
Debuttò alla fine degli anni quaranta nel teatro di prosa, interpretando opere della drammaturgia classica e pièce del teatro leggero contemporaneo, per registi quali Orazio Costa, Guido Salvini, Edmo Fenoglio, Mario Ferrero e Franco Zeffirelli.
Fu particolarmente attivo in radio tra gli anni cinquanta e sessanta, interpretando numerosi testi classici, drammi, commedie, romanzi sceneggiati e radiodrammi.
Al cinema trovò solo ruoli marginali che limitarono la sua notevole gamma recitativa ai cliché del caratterista esageratamente altezzoso e burlesco. Fra i suoi film: Audace colpo dei soliti ignoti (1959), Risate di gioia di Mario Monicelli (1960), Detenuto in attesa di giudizio di Nanni Loy (1971) e Prestazione straordinaria di Sergio Rubini (1994).
Attivo anche sul piccolo schermo, doppiatore cinematografico (prestò la sua voce caratteristica a Ian Holm, Donald Pleasence, Danny DeVito, Mel Brooks e Marty Feldman, etc.), continuò l'attività radiofonica anche negli anni settanta (fu Vittorio Emanuele III nella Intervista impossibile di Giulio Cattaneo, 1974), e ottanta, soprattutto come lettore di opere di Dickens, Kafka, Prévert, Čechov e Jerome.
Nel 1970 partecipa assieme a Nino Manfredi alla registrazione di un 45 giri di propaganda elettorale per il Partito Socialista Italiano, in occasioni delle elezioni amministrative. Si tratta di uno split sul cui lato A i due attori danno vita allo sketch comico Dialogo tra due elettori al di sopra di ogni sospetto, e sul cui lato B è invece incisa la canzone di Anna Casalino con l'orchestra di Bruno Canfora Noi siamo.
È stato un apprezzato lettore/dicitore dei sonetti romaneschi di Giuseppe Gioachino Belli.
È morto in una clinica di Milano l'8 ottobre 2017, all'età di 91 anni.

## Filmografia

### Cinema

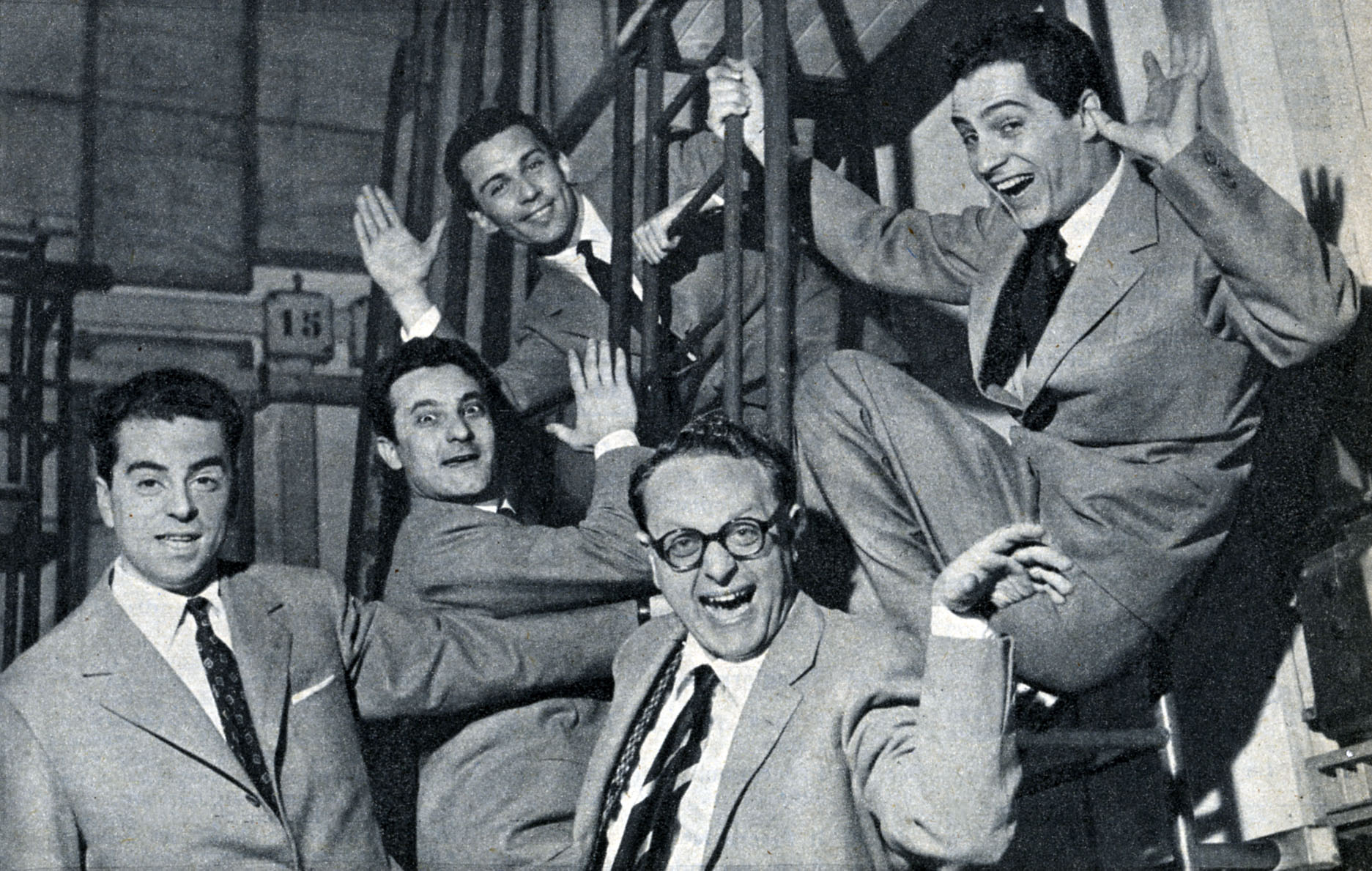
Raffaele Pisu, Pierluigi Pelitti, Paolo Ferrari, Gianni Bonagura e Nino Manfredi nella compagnia del teatro comico musicale della Rai di Roma nel 1954

- Contro la legge, regia di Flavio Calzavara (1950)
- Clandestino a Trieste, regia di Guido Salvini (1951)
- Non scherzare con le donne, regia di Giuseppe Bennati (1955)
- Susanna tutta panna, regia di Steno (1957)
- Femmine tre volte, regia di Steno (1957)
- Carmela è una bambola, regia di Gianni Puccini (1958)
- Audace colpo dei soliti ignoti, regia di Nanni Loy (1959)
- L'impiegato, regia di Gianni Puccini (1960)
- Le signore, regia di Turi Vasile (1960)
- Le pillole di Ercole, regia di Luciano Salce (1960)
- Risate di gioia, regia di Mario Monicelli (1960)
- A porte chiuse, regia di Dino Risi (1961)
- Il tiranno di Siracusa, regia di Curtis Bernhardt (1962)
- Le massaggiatrici, regia di Lucio Fulci (1962)
- E vissero felici, episodio di I cuori infranti, regia di Gianni Puccini (1963)
- I soldi, regia di Gianni Puccini e Giorgio Cavedon (1965)
- Marcia nuziale, regia di Marco Ferreri (1966)
- Che notte, ragazzi!, regia di Giorgio Capitani (1966)
- La corsa del secolo, regia di Alex Joffé (1968)
- La notte è fatta per... rubare, regia di Giorgio Capitani (1968)
- Detenuto in attesa di giudizio, regia di Nanni Loy (1971)
- La Tosca, regia di Luigi Magni (1973)
- La schiava io ce l'ho e tu no, regia di Giorgio Capitani (1973)
- La polizia sta a guardare, regia di Roberto Infascelli (1973)
- Il figlioccio del padrino, regia di Mariano Laurenti (1973)
- La pupa del gangster, regia di Giorgio Capitani (1975)
- Segni particolari: bellissimo, regia di Castellano e Pipolo (1983)
- Sono un fenomeno paranormale, regia di Sergio Corbucci (1985)
- Grandi magazzini, regia di Castellano e Pipolo (1986)
- Mia moglie è una bestia, regia di Castellano e Pipolo (1988)
- Tre colonne in cronaca, regia di Carlo Vanzina (1990)
- In nome del popolo sovrano, regia di Luigi Magni (1990)
- Prestazione straordinaria, regia di Sergio Rubini (1994)
- Ferdinando e Carolina, regia di Lina Wertmüller (1999)
- Due e mezzo compreso il viaggio, regia di Samad Zarmandili – cortometraggio (2001)

### Televisione

Mario Castellani, Ferruccio Amendola, Totò e Gianni Bonagura in una scena di Totò yè yè (1967)

- Orchestra delle quindici - programma TV (1954)
- Gli interessi creati – film TV (1955)
- L'Alfiere – miniserie TV (1956)
- Giallo club. Invito al poliziesco – serie TV, 1 episodio (1960)
- L'adorabile Giulio – film TV (1961)
- Giosfatte Talarico – film TV (1961)
- Daniel Boone, commedia di Giuseppe Berto, regia di Gilberto Tofano, trasmessa il 21 maggio 1961
- Mezzanotte con l'eroe, originale televisivo di Sergio Paolini e Stelio Silvestri, regia di Leonardo Cortese, trasmesso il 14 ottobre 1962
- Za-bum – miniserie TV (1964)
- Questa sera parla Mark Twain – miniserie TV (1965)
- Madame Curie – miniserie TV (1966)
- Serata con Cesare Pavese – film TV (1967)
- L'affare Kubinsky di László Fodor e László Lakatos, regia di Giuseppe Di Martino – film TV (1967)
- I promessi sposi – miniserie TV, (1967)
- Totò Ye Ye – film TV (1967)
- Sherlock Holmes – miniserie TV (1968)
- Nero Wolfe – serie TV, 1 episodio (1969)
- Le donne balorde – serie TV, 1 episodio (1970)
- Il laccio rosso – film TV (1971)
- Sì vendetta – miniserie TV (1974)
- La guerra al tavolo della pace – miniserie TV (1975)
- Disonora il padre – miniserie TV (1978)
- Lapo erzählt... – serie TV, 1 episodio (1981)
- Great Performances – serie TV, 1 episodio (1983)
- Ladri si nasce – film TV (1997)
- Padre Pio – miniserie TV (2000)

## Doppiaggio

### Cinema
- Danny DeVito in All'inseguimento della pietra verde, Il gioiello del Nilo, La guerra dei Roses, Get Shorty, The Big Kahuna, Be Cool
- Ian Holm in Loch Ness, Beautiful Joe, La vera storia di Jack lo squartatore - From Hell, The Day After Tomorrow - L'alba del giorno dopo
- Mel Brooks in Essere o non essere, Dracula morto e contento, Svitati, Che vita da cani!, La pazza storia del mondo
- Marty Feldman in Frankenstein Junior, Il fratello più furbo di Sherlock Holmes, 40 gradi all'ombra del lenzuolo
- Donald Pleasence in Il caso Drabble, Halloween - La notte delle streghe, Nel mirino del giaguaro, Il club dei mostri
- John Mills in Operazione Crossbow, I duri di Oklahoma, Mr. Bean - L'ultima catastrofe
- Philip Stone in Arancia meccanica, Barry Lyndon, Shining
- Sydney Lassick in Qualcuno volò sul nido del cuculo, Carrie - Lo sguardo di Satana
- Harris Yulin in Ghostbusters II, Hurricane - Il grido dell'innocenza
- Anthony Zerbe in Matrix Reloaded, Matrix Revolutions
- Ian McDiarmid in Star Wars - Episodio I - La minaccia fantasma
- Mako in Quelli della San Pablo, Conan il distruttore
- David Niven in Invito a cena con delitto
- Graham Stark in Alfie
- Walter Matthau in Genio per amore
- John Neville in Spider
- Martin Landau in Edtv
- Victor Buono in La più grande storia mai raccontata
- Hal Holbrook in La battaglia di Midway
- Peter Boyle in Danko
- Conrad Bain in Il dittatore dello stato libero di Bananas
- Howard Hesseman in Scuola di polizia 2: prima missione
- Mickey Rooney in Elliott il drago invisibile
- James Cagney in Ragtime
- Danny Aiello in City Hall
- Marcello Morante in Il Vangelo secondo Matteo
- James Mason in Il verdetto
- Denis Arndt in Basic Instinct
- Gordon Jackson ne La strana voglia di Jean
- Herb Edelman in A piedi nudi nel parco
- John DiSanti in Condannato a morte per mancanza di indizi
- Tony Randall in Abbasso l'amore
- Bill Macy in L'occhio privato
- Lorne Greene in Terremoto
- David Warner in Planet of the Apes - Il pianeta delle scimmie
- Eugene Walter in La casa dalle finestre che ridono
- Bob Tonelli in Zeder
- Steffen Zacharias in Quel maledetto giorno della resa dei conti
- Ron Moody in Assassinio sul palcoscenico
- Clive Revill in Una splendida canaglia
- Michael Jeter in Welcome to Collinwood
- Jules Dassin in Mai di domenica
- Guido Spadea in Il maestro di Vigevano
- Dakin Matthews in I favolosi Baker
- Norman Lloyd in Audrey Rose
- Andrea Scotti in Il magistrato
- John Lehne in Complotto di famiglia
- John Hurt in Vendetta
- Ron Rifkin in Mariti e mogli, Misterioso omicidio a Manhattan
- Jose Ignacio Urcelay in Viva San Isidro!
- Robert Symonds in L'esorcista
- Ed Flanders in Mariti imperfetti
- Stephen Pearlman in π - Il teorema del delirio
- Eduardo Fajardo e Simón Andreu in Crystalbrain - L'uomo dal cervello di cristallo

### Animazione
- Zio Reginaldo ne Gli Aristogatti
- Signor Snoops ne Le avventure di Bianca e Bernie
- Giudice ne Il vento nei salici[3] (doppiaggio originale)

### Miniserie
- Hansford Rowe in V - Visitors
- Peter Cushing ne La maschera della morte
- Jan Unger in Dune
- Michael Tucker in Alibi

### Telefilm
- Bernard Fox in Vita da strega
- Rod Taylor in Renegade, Walker Texas Ranger
- Peter Boyle in Tutti amano Raymond
- Maxwell Shaw in UFO
- Frank Windsor in Doppia sentenza
- Dakin Matthews in Un professore alle elementari
- Vladek Sheybal in UFO (1° voce)

### Cartoni Animati
- Inoue ne L'invincibile Dendoh
- Elmer Higgings in Crank Yankers

## Radio
- Il bugiardo di Carlo Goldoni, regia di Guglielmo Morandi, trasmessa nel 1951.
- Giovanna e i suoi giudici di Thierry Maulnier, regia di Guido Salvini, trasmessa il 1º novembre 1951.
- Debutto, di Sergio Tofano, regia di Guglielmo Morandi, trasmessa il 3 agosto 1952
- I dialoghi di Platone, regia di Pietro Masserano Taricco, trasmessa nel 1953.
- Il candeliere, di Alfred de Musset, regia di Guglielmo Morandi, trasmessa il 7 febbraio 1953.
- Conchiglia, commedia di Sergio Pugliese, regia di Pietro Masserano Taricco, trasmessa il 23 marzo 1953
- Corruzione a Palazzo di giustizia di Ugo Betti, regia di Anton Giulio Majano, trasmessa nel 1953.
- Lo scapolo, commedia di Ivan Turgenev, regia di Pietro Masserano Taricco, trasmessa il 19 maggio 1953
- I nuovi avari di Mario Luzi, regia di Anton Giulio Majano, trasmessa nel 1953.
- Paradiso Bar, di Wilson Hughes, regia di Anton Giulio Majano, trasmessa il 8 luglio 1953
- Il ritorno dalla villeggiatura, di Carlo Goldoni, regia di Guglielmo Morandi, trasmessa il 8 settembre 1953
- Faust di Wolfgang Goethe, regia di Corrado Pavolini, trasmessa il 14 ottobre 1953.
- La sera del sabato di Guglielmo Giannini, regia di Anton Giulio Majano, trasmessa il 25 febbraio 1955.
- Divorzio dalla realtà, commedia di Emery Bonnet, regia di Anton Giulio Majano, trasmessa il 21 aprile 1955
- Trasmissione primavera, varietà presentato da Nino Manfredi e Gianni Bonagura, trasmessa il 15 giugno 1955.
- Rosso e nero n° 2 varietà settimanale di Antonio Amurri, Faele, Ricci e Romano, regia di Riccardo Mantoni, trasmessa nel 1955 e 1956.
- Manfredi, dramma di George Byron, regia di Pietro Masserano Taricco, trasmesso il 9 settembre 1956
- La contadina furba di Cesare Vico Lodovici, regia di Nino Meloni, trasmessa nel 1958.
- Re Orso di Arrigo Boito, regia di Vittorio Sermonti, trasmessa nel 1958.
- Otello di William Shakespeare, regia di Piero Masserano Taricco, trasmessa nel 1960.
- Vicino e difficile di Luigi Squarzina, regia di Paolo Giuranna, trasmessa nel 1960.
- Il misantropo di Molière, regia di Flaminio Bollini, trasmessa nel 1961.
- Il lupo perde il pelo di Alberto Perrini, regia di Pietro Masserano Taricco, trasmessa nel 1963.
- La conversazione di François Mauriac, regia di Giorgio Bandini, trasmessa nel 1966.
- Il tulipano nero di Alexandre Dumas (padre), regia di Umberto Benedetto, trasmessa nel 1968.
- Orazio, varietà radiofonico, regia Massimo Ventriglia, trasmessa nel 1976.
- Barnstable di James Saunders, regia di Sandro Rossi, trasmessa il 9 gennaio 1976.
- Un altro giorno musica programma contenitore musicale del primo mattino che apre le trasmissioni di Radiodue Radiorai dal lunedì al venerdì dalle 6 alle 9,20 nel maggio 1979 (sigla "Costa Rosada" di Fausto Papetti dalla "25a Raccolta" pubblicata nel 1977).

## Teatro (parziale)
- Il ventaglio di Carlo Goldoni, regia di Alfredo Zennaro, Teatro Quirino di Roma, 15 aprile 1947.
- I sette re di Roma di Garinei e Giovannini.
- I diari, di Pier Benedetto Bertoli, regia di Alberto Bonucci, Milano, Teatro Nuovo, 3 maggio 1959.
- L'attenzione di Alberto Moravia, regia di Edmo Fenoglio, prima al Teatro Eliseo a Roma 14 giugno 1967.

## Discografia parziale
- 1970 – Nino Manfredi con Gianni Bonagura Dialogo tra due elettori al disopra di ogni sospetto/Anna Casalino Noi siamo (Partito Socialista Italiano, PSI 1, 7")